# The Continuing Story of Bungalow Bill
The Continuing Story of Bungalow Bill è un brano dei Beatles, contenuto nell'album The Beatles (meglio conosciuto come White Album o Album Bianco).

## Il brano

### Genesi e curiosità
Il brano fu scritto in India da John Lennon, la canzone racconta la vera storia di Richard Cooke III, un giovane americano fresco di college che venne a fare visita alla madre Nancy, la quale partecipava al corso di meditazione trascendentale del Maharishi Mahesh Yogi.
A quanto sembra Cooke aveva raggiunto la comunità di Rishikesh per fare visita alla madre, e una volta lì aveva deciso di andare a caccia di tigri. Portandosi dietro la madre, Cooke riuscì effettivamente ad abbattere una tigre che li aveva assaliti.
Tornata a Rishikesh, Nancy Cooke iniziò a raccontare la storia, ma il Maharishi e i suoi seguaci ne furono palesemente infastiditi. A quel punto intervenne Lennon, chiedendo a Cooke se il fatto di aver ucciso una tigre non fosse stata per certi versi un'azione "lievemente distruttiva nei confronti della vita".
Cooke replicò che si era trattato di scegliere tra loro e la tigre. L'interrogatorio di Lennon sulla condotta di Cooke e la logica giustificazione di quest'ultimo, oltre al fatto che durante la caccia Cooke fosse accompagnato dalla madre, finirono tutti nel testo della canzone, che trasuda sarcasmo e ironia.

### Origine del titolo
John affibbiò a Cooke il soprannome di Bungalow Bill parafrasando quello di Buffalo Bill, al secolo William Frederick Cody (1846-1917); scelse la parola "bungalow" perché tutti i partecipanti al corso erano alloggiati in bungalow.
Il racconto attinge moltissimi elementi dalle saghe degli eroi della giungla (ad esempio "Jungle Jim" creato negli anni Trenta dalla fantasia di Alex Raymond), dalle avventure dei supereroi dei fumetti (il celebre Capitan Marvel fa capolino in un verso del brano) e dalla stessa letteratura lennoniana: il personaggio di Bungalow Bill ha non poche attinenze con "Elepoon Pill", protagonista del racconto On Safairy With Whide Hunter, scritto da Lennon in collaborazione con McCartney e apparso sul volume In His Own Write.

### Struttura
Inciso, con una spontaneità deliberatamente trasandata, in tre registrazioni, il brano contiene contributi corali da parte di tutti quelli che si trovavano in quel giorno negli studi di Abbey Road, e qualche abile imitazione di mandolino e trombone suonata al mellotron da Chris Thomas.
I cori vennero affidati a Maureen Cox (all'epoca moglie di Ringo Starr), agli stessi Beatles e a Yōko Ono: quest'ultima cantò anche il verso «not when he looked so fierce» interpretando la voce della mamma di Bungalow Bill e divenendo così la prima voce femminile ad apparire in un disco dei Beatles.